# Monumentul lui Stamen Pancev din Botevgrad

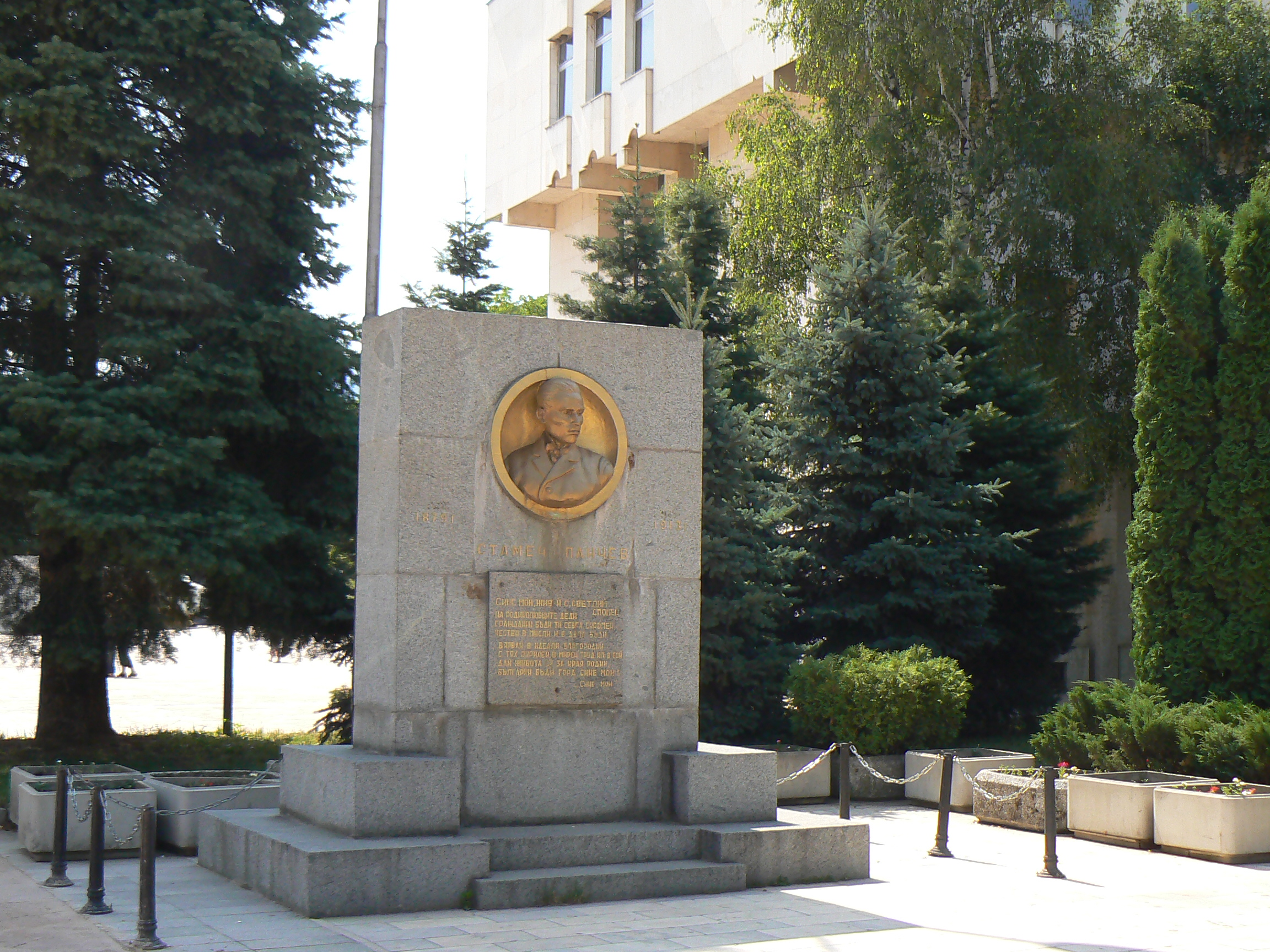
Monumentul Stamen Panchev în forma sa actuală

Monumentul lui Stamen Panchev este unul din simbolurile orașului Botevgrad, Bulgaria. Este situat în scuarul Eliberării („Освобождение“) din centrul orașului și a fost ridicat în cinstea poetului și ofițerului bulgar Stamen Pancev⁠(d).

## Instalare

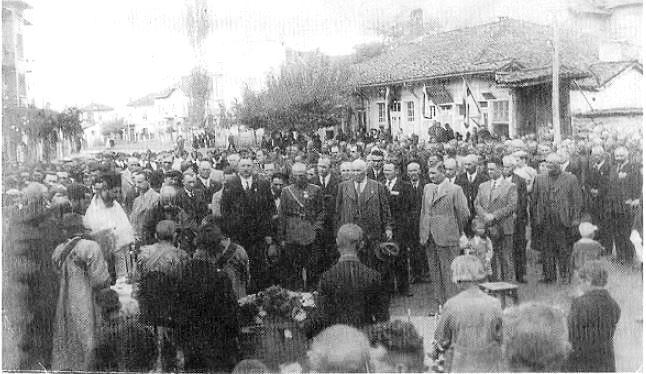
Ceremonia de punere a pietrei de temelie a monumentului, 24 mai 1938

Inițiativa de a construi monumentul a venit de la societatea ofițerilor în rezervă „Sursuvul”. Stamen Panchev însuși a fost un ofițer, care a murit în Primul Război Balcanic. El fusese rănit, dar s-a întors la luptă când a aflat despre căderea cetății Edirne. A fost avansat post-mortem în grad de locotenent și, tot după moartea sa, oamenii din Botevgrad au început să descopere talentul său de poet. În 1938, la 25 de ani de la moartea sa, a fost organizat un fond cu scopul de a aduna bani pentru monument. Piatra de temelie a fost pusă la 24 mai în același an, ceremonia fiind condusă de căpitanul Krastev, prieten al lui Pancev pe front. Monumentul a fost inaugurat oficial la 22 octombrie 1939, în prezența soției poetului, Raina, și a fiului lor, Pavel, căruia Stamen îi dedicase poezia Fiul meu („Сине мой“).
Monumentul a fost construit din blocuri de granit. Basorelieful reprezentând bustul lui Pancev a fost realizat din bronz de către sculptorul Ianko Pavlov⁠(d). Pe partea din spate a monumentului sunt cioplite în piatră câteva versuri din poeziile lui Pancev. În jurul monumentului a fost sădită o mică grădină cu arbuști decorativi, înconjurată de un gard de metal, iar mai târziu a fost instalat un havuz. Monumentul era amplasat în scuarul Eliberării („Освобождение“), în care se desfășurau regulat diferite festivități.

## Demontare
În anii 1950, în același scuar a fost construită și amenajată gara auto a orașului, cu rute de autobuz către orașe mari ale Bulgariei, ceea ce a dus la demontarea monumentului. Următorii câțiva ani, basorelieful de bronz, uitat, a fost păstrat într-o școală din apropiere. Rudele lui Stamen Pancev s-au adresat la Ministerul Culturii⁠(d) cu cererea ca monumentul să fie restabilit. Drept răspuns, în ianuarie 1954, prim-ministrul Valko Cervenkov⁠(d) a trimis o telegramă consiliului local, și personal conducătorului acestuia Savo Doncev, cu ordinul de a restabili monumentul cât mai curând posibil. Astfel, pe parcursul a câteva zile reci de iarnă, peretele de granit a fost reconstruit în curtea școlii unde era păstrat basorelieful. Monumentul a rămas aici timp de 43 de ani.

## Restaurare
În 1996, societatea „Orhanieț” („Орханиец“ – „Oamenii Botevgradului”) a trimis o scrisoare primarului Gheorghi Peev și consiliului local, solicitând ca monumentul să fie reinstalat în locul inițial, în scuarul Eliberării. Ministerul Culturii a aprobat cererea, astfel încât la 31 mai a avut loc a doua inaugurare a monumentului. La ceremonie au participat nepoți și strănepoți ai lui Stamen Pancev, precum și oameni din oraș.